# Dongmyo-ap (metropolitana di Seul)
Dongmyo-ap (동묘앞역 - 東廟앞驛, Dongmyo-ap-yeok) è una stazione della metropolitana di Seul servita dalle linee 1 e 5 della metropolitana di Seul. Si trova nel quartiere di Jongno-gu, nel centro della città sudcoreana.

## Linee
Seoul Metro
 Linea 1 (Codice: 127)
 Linea 6 (Codice: 636)

## Storia
- 15 dicembre 2000: apertura della stazione in concomitanza con l'inaugurazione della tratta Eungam - Sangwolgok della linea 6, con 4 uscite in superficie.
- 16 novembre 2001: inizio dei lavori sulla linea 1, passante perpendicolare alla stazione, al fine di offrire la possibilità di interscambio.
- 21 dicembre 2005: apertura della stazione sulla linea 1, e di nuove 6 uscite in superficie.

## Struttura
La fermata della linea 1 è costituita da due marciapiedi laterali con i binari al centro, mentre quella della linea 6 possiede un marciapiede centrale con binari laterali.
Entrambe le linee dispongono di porte di banchina.
| Direzione Soyosan | Linea 1 | per Cheongnyangni, Seongbuk, Uijeongbu, Dongducheon e Soyosan |
| Direzione Seul    | Linea 1 | per Seul, Yongsan, Guro, Incheon e Cheonan                    |
| Direzione Eungam  | Linea 6 | per Samgakji, Gongdeok, Digital Media City e Eungam           |
| Direzione Sinnae  | Linea 6 | per Seokgye, Bonghwasan e Sinnae                              |

## Stazioni adiacenti
| «                | Servizio | »              |
| Linea 1          | Linea 1  | Linea 1        |
| ---------------- | -------- | -------------- |
| 126 Sinseol-dong | -        | Dongdaemun 128 |
| Linea 6          |          |                |
| 635 Sindang      | -        | Changsin 637   |